# Stora Dammen, Dalsland
Stora Dammen är en sjö i Dals-Eds kommun i Dalsland och ingår i Göta älvs huvudavrinningsområde. Sjöns area är 0,018 kvadratkilometer.